# كوكال صغير الإبهام
كوكال صغير الإبهام (الاسم العلمي: Centropus rectunguis) (بالإنجليزية: Short-toed Coucal)‏ هو نوع من الطيور يتبع جنس الكوكال من فصيلة طيور الوقواق.